# ×××HOLiC
×××HOLiC är en manga av CLAMP som på senare tid också gjorts om till både film och anime. I Sverige publiceras ×××HOLiC av Bonnier Carlsen och översättare är Magnus Johansson. ×××HOLiC uttalas som engelskans holic utan att nämna x-en.

## Handling
×××HOLiC handlar om Watanuki Kimihiro, en ung man som plågas av sin förmåga att se andar. En dag går han in i en affär som tillhör den vackra men sake-överkonsumerande häxan Yuuko. Hon uppfyller personers önskningar i utbyte mot någonting som för önskaren är viktigt eller värdefullt. Yuuko lovar Watanuki att hjälpa honom att bli av med sin oönskade förmåga, i utbyte mot att han börjar jobba i hennes affär. Det blir en omtumlade upplevelse för Watanuki, som nu måste hjälpa Yuuko att uppfylla andra kunders önskningar. 
Senare får läsaren stifta bekantskap med Watanukis närmaste vänner - den söta men mystiska klasskamraten Himawari, och "rivalen" Doumeki, som envisas med att rädda Watanuki varje gång han är i fara. Längre fram i serien uppträder en del andra karaktärer, bland annat Haruka, som är Doumekis bortgångne farfar, och Kohane, en liten flicka som även hon kan se andar. 
Arbetet hos Yuuko är lärorikt för Watanuki, som sakta men säkert förändras och kommer till en mängd nya insikter. Samtidigt börjar han också inse att han själv har en viktigare roll att spela än han först kunde ana.

## Relationer
×××HOLiC utspelar sig parallellt med serien Tsubasa: RESERVoir CHRoNiCLE (även den av CLAMP) vilket gör att man då och då kan finna kopplingar mellan de båda historierna. Längre fram blir dessa kopplingar allt fler och om man vill förstå allt som händer till fullo bör man läsa båda serierna. I xxxHolic kan man också hitta små referenser till vissa andra CLAMP-serier, bland annat Legal Drug, Magic Knight Rayearth och Tokyo Babylon.